# استیو موریسون
استیو موریسون (انگلیسی: Steve Morison؛ زادهٔ ۲۹ اوت ۱۹۸۳) یک بازیکن فوتبال اهل بریتانیا است.